# Monaco op het Eurovisiesongfestival 1978
Monaco nam deel aan het  Eurovisiesongfestival 1978, gehouden  in Parijs, Frankrijk. Het was de 20ste deelname van Monaco op het festival.

## Selectieprocedure
Monaco koos zijn inzending voor het Eurovisiesongfestival 1978 via een interne selectie. Er werd gekozen voor Caline & Olivier Toussaint met het lied Les jardins de Monaco.

## In Parijs
In Londen moest Monaco als veertiende aantreden na Duitsland en voor Griekenland. Aan het einde van de puntentelling bleek dat Monaco op de vierde plaats was geëindigd met 107 punten. 
België had er 6 punten voor over, Nederland 10.

### Gekregen punten

#### Finale
| 12 punten                          | 10 punten                                      | 8 punten           | 7 punten             | 6 punten                 |
| ---------------------------------- | ---------------------------------------------- | ------------------ | -------------------- | ------------------------ |
| - Zweden                           | - Denemarken - Nederland - Verenigd Koninkrijk | - Finland - Israël | - Duitsland - Italië | - België                 |
| 5 punten                           | 4 punten                                       | 3 punten           | 2 punten             | 1 punt                   |
| - Portugal - Turkije - Zwitserland | - Griekenland - Ierland - Noorwegen            |                    |                      | - Frankrijk - Oostenrijk |

### Punten gegeven door Monaco

#### Finale
Punten gegeven in de finale:
| 12 punten | België              |
| 10 punten | Duitsland           |
| 8 punten  | Italië              |
| 7 punten  | Verenigd Koninkrijk |
| 6 punten  | Luxemburg           |
| 5 punten  | Frankrijk           |
| 4 punten  | Spanje              |
| 3 punten  | Israël              |
| 2 punten  | Zwitserland         |
| 1 punt    | Nederland           |

1959 · 1960 · 1961 · 1962 · 1963 · 1964 · 1965 · 1966 · 1967 · 1968 · 1969 · 1970 · 1971 · 1972 · 1973 · 1974 · 1975 · 1976 · 1977 · 1978 · 1979 · 1980-2003 · 2004 · 2005 · 2006 · 2007-2025